# Scuola Liu di Baguazhang
La Scuola Liu di Baguazhang (Liupai Baguazhang, 刘派八卦掌) è un ramo dello stile di arti marziali cinesi Baguazhang creato da Liu Baozhen.

## Contenuti
La Scuola Liu si compone di svariati esercizi.
Alcuni appresi da Dong Haichuan:
- Bazhuang (八桩): Jiamazhuang (夹马桩), Tuishanzhuang (推山桩), Chanshenzhuang (缠身桩), Ningchuanzhuang (拧穿桩), Xiayezhuang (下掖桩), Shuangpaizhuang (双拍桩), Fanshenzhuang (翻身桩), Tijinzhuang (提筋桩);
- Bashi (八势) Songchenshi (松沉式), Tuishanshi (推山式), Baoqiushi (抱球式), Chahushi (茶壶式), Jinzhongshi (金钟式), Houxingshi (猴形式), Tanzhaoshi (探爪式), Yanguanshi (眼观式);
- Baguazhang (八卦掌): Danhuanzhang (单换掌), Shuanghuanzhang (双换掌), Shunshizhang (顺势掌), Chuanshenzhang (转身掌), Huishenzhang (回身掌), Liaoshenzhang (撩身掌), Roushenzhang (揉身掌);
- Baguadao (八卦刀);
- il metodo Chuangong Dazhuang (穿宫打桩);
- il lavoro Lianshen Daoqi (炼神导气).

Il Baguazhang appartiene con il Jiugongzhang al metodo dei palmi della Scuola Liu.
- Jiugongzhang (九宫掌, palmo dei nove palazzi): Qiangong kaimen zhang (乾宫开门掌), Kungong diemen zhang (坤宫死门掌), Kangong xiumen zhang (坎宫休门掌), Ligong jingmen zhang (离宫景门掌), Zhengong shangmen zhang (震宫伤门掌), Xunmen dumen zhang (巽宫杜门掌), Gengong shengmen zhang (艮宫生门掌), Duigong jingmen zhang (兑宫惊门掌), Zhonggong tuxing zhang (中宫土皇掌).
- Le armi: Baguadao (八卦刀 anche conosciuta come Yezhan Bafang dao夜战八方刀), Baguajian (八卦剑), Simen Longxingjian (四门龙行剑), Bagua fanshou jian (八卦反手剑), Bagua ziwu yuanyang yue (八卦子午鸳鸯钺), Bagua hudiexing gou (八卦蝴蝶行钩), Bagua qiang (八卦枪 anche detta Shuangtou qiang 双头蛇), Bagua gun (八卦棍).

Jian dui jian (剑对剑), Dao dui dao (刀对刀), Qiang dui qiang (枪对枪), Dao dui qiang (刀对枪), Gou dui qiang (钩对枪), ecc.
- Infine il Metodo Strategico (Zhenfa,阵法) che deriva dal Bazhentu (八阵图, modello delle otto strategie) di Zhuge Liang: Bagua jiugong zhang zhen (八卦九宫掌阵), Bagua jiugong dao zhen (八卦九宫刀阵), Bagua jiugong jian zhen (八卦九宫剑阵).